# Elhagyatva (Lost)
Az Elhagyatva (Abandoned) a Lost c. amerikai televíziós sorozat második évadának ötödik része. 2005. november 9-én mutatták be először az ABC műsorán a sorozat harmincadik részeként. Az epizódot Elizabeth Sarnoff írta és Adam Davidson rendezte. Középpontjában Shannon Rutherford áll.

## Szinopszis

### Visszaemlékezések
|  | Alább a cselekmény részletei következnek! |

A tizennyolc éves Shannon balett-tanárként dolgozik, és egy neves New York-i táncos társulathoz való csatlakozásról álmodozik. A tanítás közben barátnőjével, Norával az egyik növendékének apja, Philippe flörtölni kezd. Az óra után mostohaanyja, Sabrina Carlyle felhívja, és közli vele, hogy apja, Adam Rutherford autóbalesetet szenvedett. A kórházban az orvos elmondja nekik, hogy a férfinak súlyos belső sérülései voltak, még a helyszínen leállt a légzése, és már nem tudták újraéleszteni.
Apja koporsójánál egy ember Shannon háta mögül azt mondja: „A halál szívás, nem?” A férfi, mint kiderül, Boone, és Shannon nagyon örül neki. Később, bár a nő azt állítja, a férfi anyjának nem fog tetszeni, ketten italozgatnak. Boone azt javasolja, látogassa meg New Yorkban, de a nő úgy gondolja, amúgy is ott fog lakni, ha megkapja az ösztöndíjat, és csatlakozik a Martha Graham társulathoz. Csak egy a háromezerhez az esélye, de ő optimista. A férfi arra kíváncsi, Shannon beszélt-e már erről a mostohaanyjával. A nő szerint mindketten a saját dolgaikkal foglalkoznak, egyébként az a véleménye, hogy a másik ki nem állhatja.
Shannont felveszik a társulatba, de ekkor megtudja, hogy egyik csekkjét visszadobták. Megkérdezi mostohaanyját, mikor kapja meg az örökségét, de a nő azt válaszolja, mivel az apjának életjáradéka volt, mindent ő örökölt, Shannonra vonatkozóan nem volt kitétel. Dolgozni küldi a lányt, és nem ad neki pénzt a New York-ba utazásra. Így Shannon magára marad.
Shannon elköltözik, és miközben dobozol, megjelenik Boone. A férfi elmondja, hogy mivel az anyja rájött, mostohatestvére megsegítésére kér pénzt, nem ad neki többet. A nő megkérdi, nem szállhatna-e meg egy kis időre Boone New York-i lakásában, de a fiú elárulja, hogy eljön onnan, és Sabrinának fog dolgozni. Némi pénzt akar Shannonnak adni, de az nem fogadja el, és megkérdezi, nem bízik-e abban, hogy egyedül is el tudja látni magát. Mikor Boone nem válaszol, ismét elutasítja a pénzt, és azt mondja, nem kell neki a segítsége.

### A szigeten
Miközben Shannon megitatja Vincentet, odamegy hozzá Sayid, aki magával hívja. Elviszi egy új sátorhoz, melyet a nőnek készített, és azt mondja, itt minden az övé. Csókolózni kezdenek, majd amikor Shannon keze a férfi övébe dugott pisztolyhoz ér, és megkérdezi, muszáj-e mindig magánál tartania, Sayid azt válaszolja: „Csak azért hordom, mert van kit megvédenem.” Szeretkeznek, majd a nő arra kíváncsi, a sok ajándék azt jelenti-e, hogy a kapcsolatuk komoly. Az iraki azonban azt állítja: „Minden lány ezt kapja, akivel összejövök egy szigeten.” A lány szomjas, és vízért akar menni, de a férfi felajánlja segítségét. Mikor elmegy, megjelenik Walt, és azt suttogja visszafelé beszélve: „Jönnek és bezárnak.”
Shannon sikítani kezd, és elküldi Sayidot, hogy keresse meg a fiút. A férfi azonban nem találja meg, és szerinte a nő csak álmodott. Ezt az egész tábor hallja, és mindenki megnyugszik. Az, hogy Sayid nem hiszi el a történetét, a nőt dühössé és sértődötté teszi. Claire, mikor meghallotta a sikoltozást, felébresztette Aaront, ám Charlie szerint ezt nem kellett volna, mert így a csecsemő nappal rosszul fogja érezni magát. A kissé zavart nő végül elnézést kér.
Másnap Locke segít Claire-nek elaltatni a babát, aki elpanaszolja a férfinak, hogy Charlie úgy viselkedik, mintha ő lenne Aaron apja, és egyébként is nagyon keveset tud róla. Felőle akár még vallási megszállott is lehetne, hiszen miért hurcolászna magával bárki is egy Szűz Mária-szobrot?
Félúton a szigeten való átkelés közben Ana Lucia és Mr. Eko vezetik a csapatot, ezzel egyesítik a géptörzs és a farokrész túlélőit. Sawyer a vállán lévő seb miatt legyengül és összeesik. A többiek hordágyat készítenek, úgy viszik tovább. Egyik társuk, Cindy eltűnik, és suttogásokat hallanak, ez megijeszti őket.
Shannon megpróbálja megkeresni Waltot Vincent segítségével. Megszagoltatja vele a fiú ruháit, mire a kutya elvezeti Boone sírjához. Ott talál rá Sayid, aki azt hiszi, féltestvére halála miatt képzelődik. Emiatt a lány felháborodik, úgy érzi, megsértették, és elrohan. A férfi végül a dzsungelben éri utol, ahol Shannon elmondja, hogy tudja, Walt nincs a tutajon, mert megtalálták az üzenetekkel teli palackot, amit elvittek magukkal. Aztán ismét elfut, de elesik. Sayid fel szeretné segíteni, de a lány ellenáll, mert azt gondolja, Sayid nem hisz neki, és el fogja hagyni, miután megmenekültek. A férfi azonban megígéri, hogy soha nem hagyja el, és azt mondja, hogy szereti.
Ekkor suttogásokat hallanak, és meglátják Waltot, aki kezét a szájára teszi, és azt mondja: „Sshh.” Shannon elindul utána, egy pillanattal később pedig Sayid is követi. A férfi futni kezd, mikor hall egy lövést, és meglátja a lányt, akinek a blúzán egy véres, golyó ütötte lyuk van. A farokrész túlélői megjelennek Ana Lucia mögött, a nő kezében füstölgő fegyver. Shannon Sayid karjaiban hal meg.

## Érdekességek
- Jack feltűnik a kórházban játszódó jelenetben; Adam Rutherfordnak, Shannon apjának halálát az ő szemszögéből a Tudomány embere, hit embere c. epizódban láthatjuk.
- Ez az utolsó alkalom, hogy Walt megjelenik a Három perc c. részig.
- Ez az egyetlen Shannon-központú epizód; csak neki nem volt az eredeti főszereplőgárdából önálló visszaemlékezése az első évadban (Boone-nal közös a Szív és ész, és nincs központi karaktere az Exodusnak), és ebben a részben meg is hal.

|  | Itt a vége a cselekmény részletezésének! |